# Perfetti Van Melle

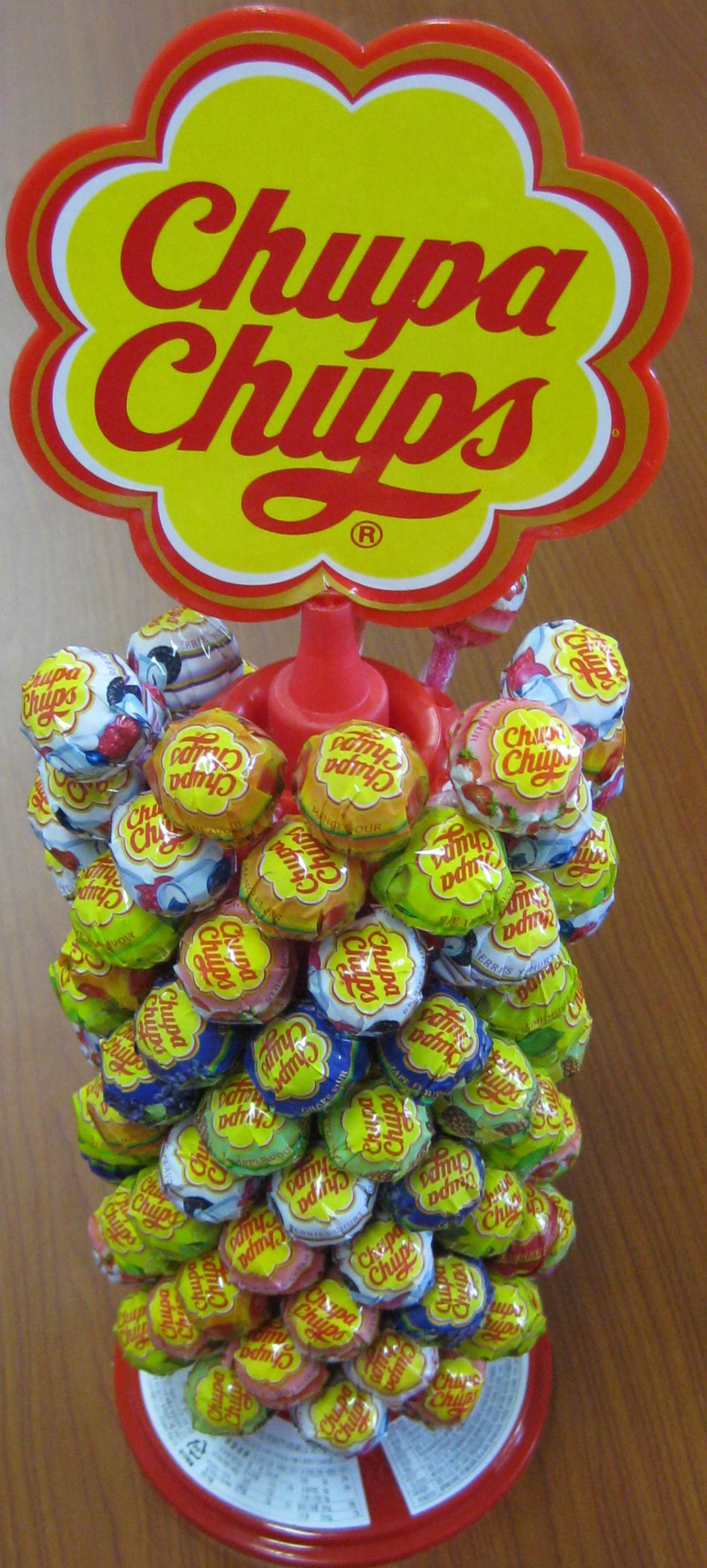
ChupaChups

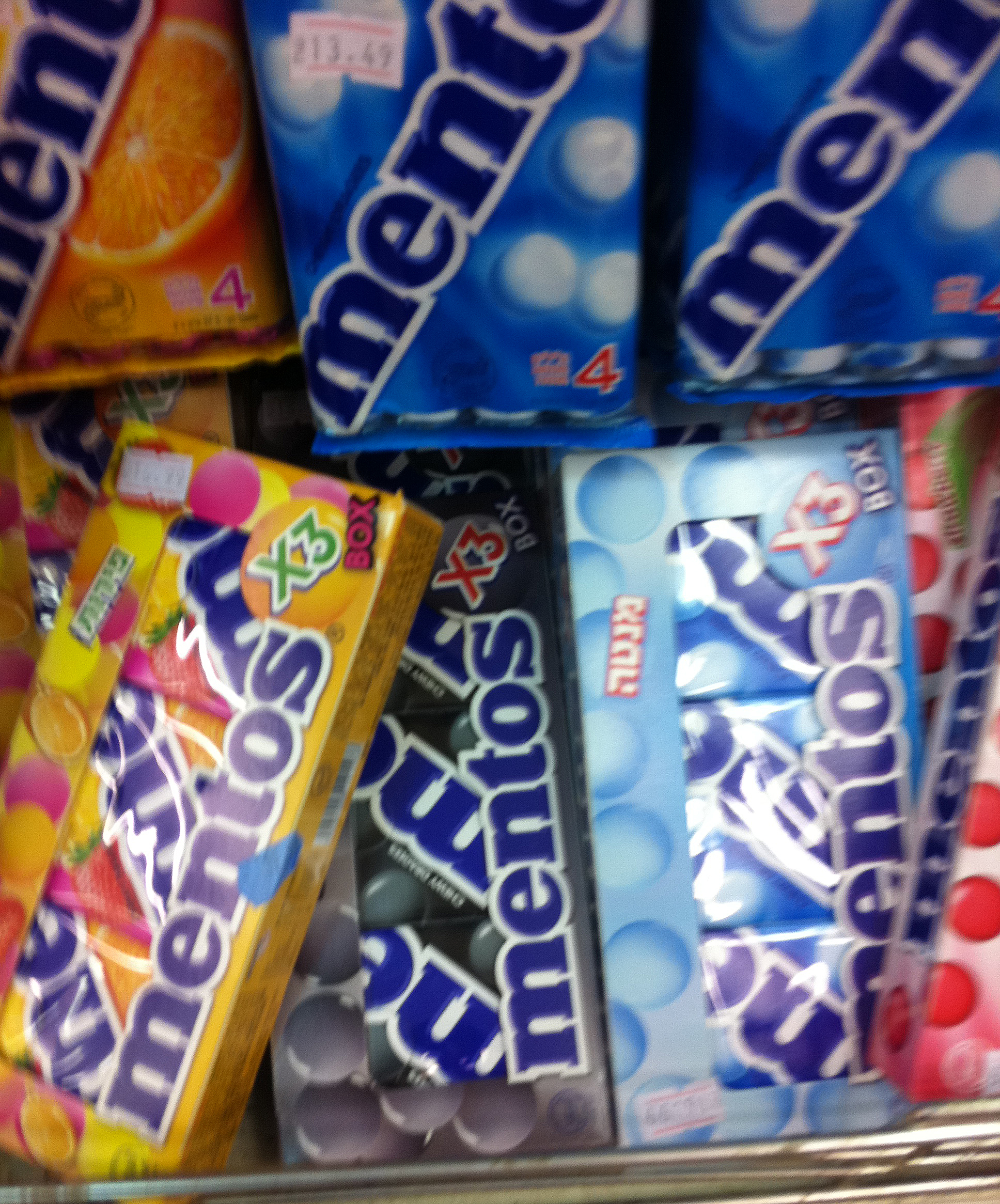
Mentos

Perfetti Van Melle  — всесвітньовідома італійсько-нідерландська приватна компанія, яка виробляє кондитерські вироби та жувальні гумки.
Історія компанії Перфетті Ван Мелле розпочалася задовго до наших днів. Ще в дев'ятнадцятому столітті в невеликому голландському місті Брескенс відкрилася пекарня, через 60 років, у 1900 році Ізаак Ван Мелле, онук власника пекарні, перетворив її на невелику кондитерську. Майже через третину століття брати Майкл і П'єр Ван Мелле навчилися виробляти цукерки, які, після деякого поліпшення формули, стали добре відомі як Fruittella. Ці ж знання згодом стали основою виробництва цукерок, нині відомих під брендом Mentos.
Дещо пізніше, в 1946 році, брати Амброджіо та Ідіжіо заснували компанію Dolcificio Lombardo в Лайнаті, передмісті Мілана. Вони випускали цукерки та льодяники. 1970 року компанія змінила назву на Perfetti.
1958 року Енрік Бернат створює свою легендарну цукерку на паличці, так добре відомий усьому світові Чупа Чупс. До речі, маргаритку, зображену на кожній обгортці Чупа Чупс справді намалював сам Сальвадор Далі, щоправда, сталося це трохи пізніше, у 1969 році.
Кожна з компаній пройшла свій унікальний шлях розвитку від невеликої пекарні або кондитерської до великої компанії, відомої у всьому світі. У березні 2001 року компанія Perfetti (Італія), яка володіла 37% акцій Van Melle (Нідерланди), викупила повний пакет. З цього моменту компанія отримала нове ім'я — Perfetti Van Melle. П'ять років по тому, у липні 2006 року, Perfetti Van Melle придбала 100% акцій іспанської компанії Chupa Chups. Саме з цього моменту компанія Perfetti Van Melle набула свого сучасного вигляду.
Нині компанія займає провідні позиції з багатьох категорій на ринку цукристих виробів. У портфелі брендів та смаків знайдуться солодощі на будь-який смак. У компанії навіть є продукт без цукру – Sula.
Штаб-квартира знаходиться в Lainate (біля Мілану), Італія та в нідерландських містах Амстердамі та Бреді.

## Продукти
- Alpenliebe
- Big Babol
- Brooklyn
- Center
- Chlormint
- Chupa Chups
- Daygum
- Frisk
- Fruit-tella
- Golia
- Happydent
- Look-O-Look
- Marbels
- Meller
- Mentos
- Vigorsol
- Vivident
- SULA